# Chrysler Turbine Car
La Chrysler Turbine Car è un'autovettura prodotta dalla casa automobilistica statunitense Chrysler nel 1963.

## Sviluppo

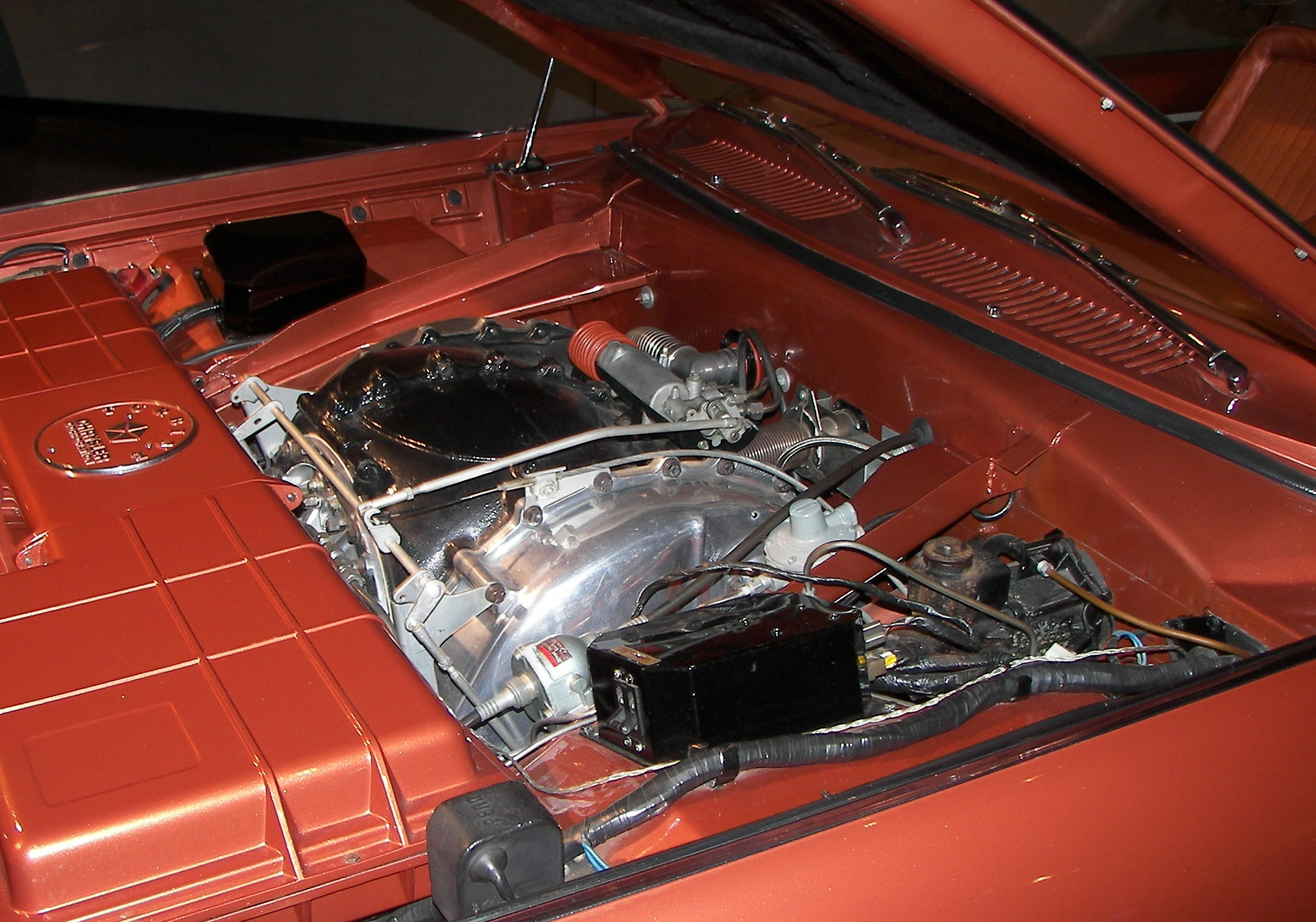
Il motore

La Turbine Car rappresenta il tentativo da parte della Chrysler di realizzare una vettura per la produzione di serie che sfruttasse come unità propulsiva non un motore a pistoni ma una turbina alimentata a gas derivata dal campo aeronautico.
Rispetto al motore a pistoni, la turbina a gas eliminava le vibrazioni, era semplice da realizzare e poteva impiegare numerose tipologie di carburanti diversi. Durante il tour dimostrativo in Messico nel 1964, il presidente messicano Adolfo Mateos girò per la capitale sulla Turbine alimentata a tequila.
Dal momento che operava per eccesso d'aria, la combustione era pressoché perfetta e non produceva idrocarburi incombusti o monossido di carbonio. Non era necessaria né l'installazione di un radiatore né di impianto di riscaldamento. I costi di realizzazione erano però assai elevati per l'impiego di leghe speciali e vi erano dei cali prestazionali in quanto le turbine erano più adatte ad operare su mezzi a regime costante come i velivoli e non su veicoli con rapidi cambi di regime come le automobili. Gli ingegneri della Chrysler tentarono però di oltrepassare questi due limiti di non poco conto.
Furono costruiti in totale 5 prototipi e 50 esemplari pre-serie per essere testati direttamente su strada e valutarne l'affidabilità. Nonostante i test avessero dato esito positivo per la messa in produzione di massa, il progetto venne abbandonato a causa dei troppo elevati costi di realizzazione del propulsore e alle nuove norme sulle emissioni di ossidi di azoto. Dei 55 modelli costruiti, 46 vennero distrutti.

## Tecnica

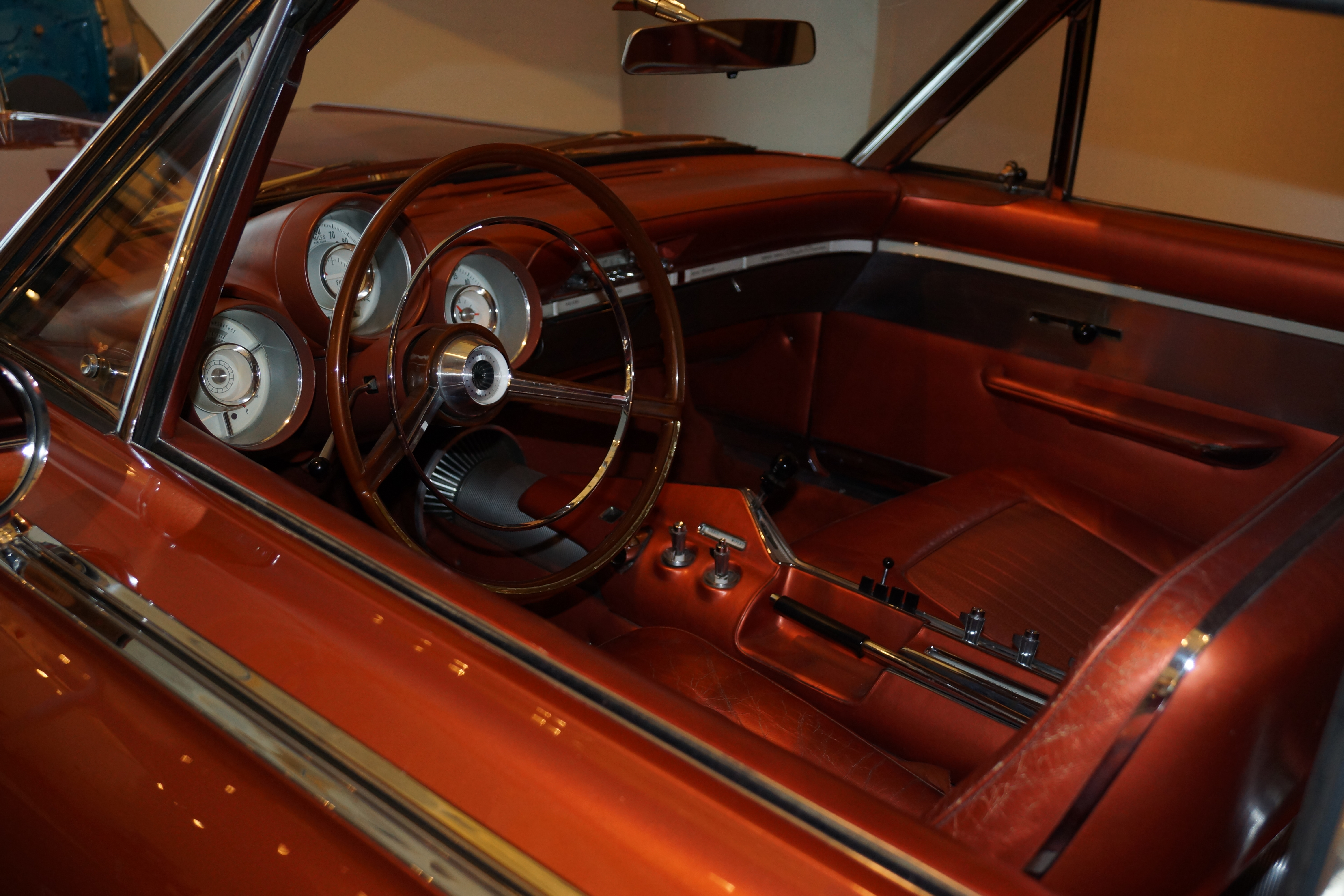
Gli interni

Venne costruito un propulsore che sfruttava due rigeneratori rotativi che permettevano di ridurre la temperatura dei gas di scarico (da 650 °C a 250 °C circa a pieno carico) e il consumo di combustibile. Si trattava di scambiatori di calore con struttura a nido d'ape di forma circolare e ruotante in un piano verticale, che immagazzinavano il calore dei gas caldi della turbina di potenza raffreddandoli, per poi trasportarli e cederli all'aria in uscita dal compressore prima dell'ingresso in camera di combustione. Vennero poi abbinati a un meccanismo di regolazione del flusso d'aria in ingresso alla prima turbina, comandato direttamente dal pedale dell'acceleratore. Tale cosa permetteva di guidare in maniera ottimale il flusso dei gas, per migliorare l'efficienza e la flessibilità di funzionamento e realizzare il freno motore.
La carrozzeria venne realizzata dal carrozziere italiano Ghia, il quale realizzò un design che rimandava costantemente all'idea che l'auto fosse mossa da una turbina circolare. La potenza del motore era di 150 CV con coppia di 570 Nm.